# A Travessia (romance de McCarthy)
The Crossing é um romance do autor americano Cormac McCarthy, publicado em 1994 pela Alfred A. Knopf. O livro é a segunda parte da " Trilogia da Fronteira" de McCarthy, seguindo o premiado Todos os Belos Cavalos (1992) e precedendo Cities of the Plain. No Brasil, é publicado pela editora Alfaguara.

## Enredo
O livro começa focando na vida do protagonista, Billy Parham, e seu irmão Boyd, com sua família vivendo no sul do Novo México no início do século XX. A Travessia é um romance sobre amadurecimento e, no decorrer do livro, limites físicos, culturais e sociais desempenham um papel importante na narrativa da história. A história conta três viagens feitas do Novo México ao México e, ao longo da história e das travessias de Billy, a escrita contribui para a ideia de que cruzar fronteiras é um catalisador para más notícias. É conhecido por ser mais melancólico do que o primeiro livro da trilogia, sem retornar à desolação infernal dos primeiros romances de McCarthy.
Embora a história não seja abertamente satírica ou humorística, ele tem muitas das qualidades de um romance picaresco: um retrato realista de um herói destituído embarcando em uma série de missões vagamente conectadas e possivelmente condenadas ao fracasso.